# آواپسا
آواپسا (به فرانسوی: Avapessa) یک کمون در فرانسه است که در کرس شمالی واقع شده‌است. آواپسا ۳٫۲۹ کیلومتر مربع مساحت دارد ۱۵۰ متر بالاتر از سطح دریا واقع شده‌است.